# トリウッジョ
トリウッジョ（伊: Triuggio）は、イタリア共和国ロンバルディア州モンツァ・エ・ブリアンツァ県にある、人口約8,600人の基礎自治体（コムーネ）。

## 地理

### 位置・広がり

#### 隣接コムーネ
隣接するコムーネは以下の通り。
- アルビアーテ
- ベザーナ・イン・ブリアンツァ
- カラーテ・ブリアンツァ
- コッレッツァーナ
- レズモ
- マケーリオ
- ソヴィーコ

### 気候分類・地震分類
気候分類では、zona E, 2466 GGに分類される。
また、イタリアの地震リスク階級 (it) では、zona 3 (sismicità bassa) に分類される。

## 行政

### 分離集落
トリウッジョには、以下の分離集落（フラツィオーネ）がある。
- Canonica Lambro, Montemerlo, Ponte, Rancate, Tregasio

## 備考
- オートバイメーカーのVOR（ヴェルテマーティ (Vertemati)）が本社を置く。